# Håbets træer
Håbets træer er en dansk naturfilm fra 1989 med instruktion og manuskript af Søren Kloch.

## Handling
Mauretanien har siden 1972 mistet over 14 mio. hektar græsningsareal og landbrugsjord. Skaden er sket. Men ved hjælp fra international side og med en aktiv befolkning kæmper man nu for at standse sandflugten. Et vigtigt skridt tages hen mod en bæredygtig udvikling for et folk, der lever på kanten af Sahara.